# Globant
Globant es una empresa de ingeniería de software y tecnología de la información originaria de Argentina con sede en Luxemburgo. Es considerada como uno de los cuatro unicornios argentinos —empresas emergentes de tecnología con un valor superior a los mil millones de dólares— junto a MercadoLibre, Olx y Despegar. En julio de 2020 su capitalización en la Bolsa de Nueva York alcanzó los 6 500 millones de dólares, equivalente al doble del valor de la empresa petrolera estatal argentina YPF.
Globant está detrás del desarrollo del videojuego FIFA de Electronic Arts; la Magic Band de Disney Parks, la pulsera intransferible que sirve como entrada a los parques temáticos, acceso los hotel y medios de pago; la aplicación de LinkedIn; los home banking del Open Bank y el JP Morgan; la página de internet de la policía Metropolitana de Londres ; y el sistema de información del transporte público de Nueva York. Fabrica tecnología en más de 25 países, genera 27 mil puestos de trabajo, el software desarrollado interactúa por día con dos mil millones de consumidores y es uno de los 11 unicornios argentinos.

## Historia
Globant fue fundada en 2003 en Argentina por cuatro ingenieros de software: Martín Migoya, Guibert Englebienne, Martín Umarán y Néstor Nocetti. Su primer gran negocio fue la administración de la página web de la compañía LastMinute.com, con el cual pasaron de facturar 200 mil dólares en su primer año a 3 millones de dólares en el segundo. En 2006 la compañía empezó a trabajar para Google como desarrolladora externa de software y recibió su primer capital de inversión por parte de FS Partners por valor de dos millones de dólares. Durante los siguientes cinco años recibió más financiación como startup por parte de Riverwood Capital por valor de 7,8 millones de dólares y de FTV Capital por valor de 20 millones de dólares.
En 2008 adquiere la empresa Accendra, incorporando 100 empleados y operaciones en Chile y Colombia. Además, adquiere Openware, una empresa argentina especializada seguridad y manejo de infraestructura.
En 2011, Globant adquiere Nextive, una empresa con base en San Francisco, especializada en aplicaciones de dispositivos móviles. El año siguiente, adquiere en Brasil a la empresa Terraforum.
Durante 2013, Globant adquiere el 86,25% del grupo Huddle.
En 2014, Globant ingresó a la Bolsa de Nueva York bajo el símbolo bursátil glob. En 2018 Globant ofrecía servicios de ingeniería de software a diversas compañías, entre ellas Google, Electronic Arts, National Geographic, LinkedIn y Coca-Cola. También, la compañía tenía siete oficinas en Argentina: Buenos Aires, La Plata, Córdoba, Chaco, Tandil, Rosario y Bahía Blanca; así como oficinas en Montevideo, Bogotá, Londres y dos en Estados Unidos: Boston y San Francisco. El mercado estadounidense representaba el 80% de su producción.
En mayo de 2015, adquiere la empresa india Clarice Technologies y expande su negocio en Asia.
Durante 2016, Globant adquiere las empresas WAE (con base en Inglaterra) y L4 (Estados Unidos), mientras que en 2017 adquiere PointSource y Ratio, ambas de Estados Unidos.
En 2018, adquirió la empresa Small Footprint.
En 2019, Globant adquirió la empresa colombiana Avanxo y la argentina Belatrix.
A comienzos de 2020, Globant adquirió la empresa BiLive. En julio de 2020 su capitalización en la Bolsa de Nueva York alcanzó los 6500 millones de dólares, equivalente al doble del valor de la empresa petrolera estatal argentina YPF. En agosto de ese año compró al Grupo Assa, otra empresa dedicada a ofrecer servicios externos de ingeniería de software, por 74,5 millones de dólares. Más tarde ese mismo año, Globant concretó 3 adquisiciones más: Xappia, Giant Monkey Robot (GMR) y BlueCap.
En marzo de 2021, Globant realizó la compra de la empresa inglesa CloudShift. En el mismo año, Globant adquirió también a las empresas Habitant, Walmeric, Atix Labs y Navint.
En abril de 2022, Globant adquirió la empresa uruguaya Genexus. Además de esta adquisición, en 2022, Globant adquirió a las empresas Sysdata, eWave, ad_bid, Nescara y KTBO.
En abril de 2023 Globant adquiere la empresa estadounidense ExperienceIT. Ese mismo año, en mayo, Globant adquiere la empresa de capitales franceses Pentalog.
Desde inicios de 2024 Globant patrocina a Franco Colapinto para su desembarco en Fórmula 2 y a partir de agosto hacerlo en la Fórmula 1.

## Ingresos y personal
| Año  | Ingresos       | Empleados |
| ---- | -------------- | --------- |
| 2010 | 57 millones    | 1700      |
| 2011 | 90 millones    | 2250      |
| 2012 | 129 millones   | 2700      |
| 2013 | 158 millones   | 3300      |
| 2014 | 199,6 millones | 3775      |
| 2015 | 258,3 millones | 5041      |
| 2016 | 322,9 millones | 5855      |
| 2017 | 413,4 millones | 6753      |
| 2018 | 522,3 millones | 8384      |
| 2019 | 659,3 millones | 11.855    |
| 2020 | 814.1 millones | 16.251    |
| 2021 | 1.297 millones | 23.526    |
| 2022 | 1.780 millones | 27.122    |
| 2023 | 2.096 millones | 29.150    |
| 2024 | 2.415 millones | 31.280    |
| 2025 | -              | -         |

## Estado actual de la compañía
Según recientes informes de desempeño bursátil y valoración, al igual que en otros medios financieros, las acciones de Globant cayeron más del 50% desde febrero de 2025, cotizando alrededor de USD87–88 millones. En marzo alcanzaron mínimos de 52 semanas en USD 124.47 millones. Varias entidades como HSBC, UBS y BofA recortaron la calificación y objetivos de precio tras el informe Q1, aunque mantienen una visión neutra o ligeramente positiva, considerando la caída actual una posible oportunidad. HSBC detecta debilidad en la conversión del pipeline y demanda en EE. UU. y Latam, poniendo a prueba el estatus “premium” de Globant en 2025.
En innovación y posicionamiento estratégico, Globant obtuvo premios de Google Cloud en Argentina y la región por su desarrollo en generative AI y desarrollo de talento, también continúa integrando AI Agents a lo largo del ciclo de vida del software (SDLC), resaltado en su informe “Tech Trends 2025”, y está implementando modelos de suscripción de IA basados en consumo, así como expandiendo su presencia en mercados clave.
La compañía Globant enfrenta desafíos en 2025, una desaceleración en el crecimiento, una guía conservadora y una reacción negativa inusual en sus acciones, además de despidos ya sea por decrecimiento económico, el avance de la IA, goteos, y cierres en sus oficinas, como en el caso de sus filiales en Tierra del Fuego y el Chaco por tiempo indefinido. No obstante, mantiene fundamentos sólidos como márgenes estables, caja robusta, avances en IA y reconocimiento de mercado respaldados por premios, innovación continua y una estructura financiera controlada.